# Sant Martí de la Móra
Sant Martí de la Móra és una església situada a tramuntana del nucli urbà de Viladasens (Gironès), al costat mateix del camí que porta al mas de la Mora. És una obra protegida com a bé cultural d'interès local. La capella és romànica modificada i pot datar del segle xi o inicis del XII.

## Història
Degué ser sempre una capella de veïnat dependent de la parroquial de Sant Vicenç de Viladasens. L'any 1046, el lloc és esementat en la venda d'un alou situat a la parròquia de Viladasens, el qual limitava pel costat de llevant amb la «villa Mora» i amb el puig d'Ermemir. Del casal de la Mora hi ha notícies a la darreria del segle xiv, que passà a ser possessió de l'Almoina del Pa de la seu de Girona. L'any 1382, el bisbe Bertran de Mont-rodon amortitzà per 50 sous un terç del delme de Viladasens que Jaume de soler, prepòsit de l'Almoina, havia comprat a Dalmau Otger juntament amb la casa d'«ipsa Maura» de Viladasens.

## Arquitectura

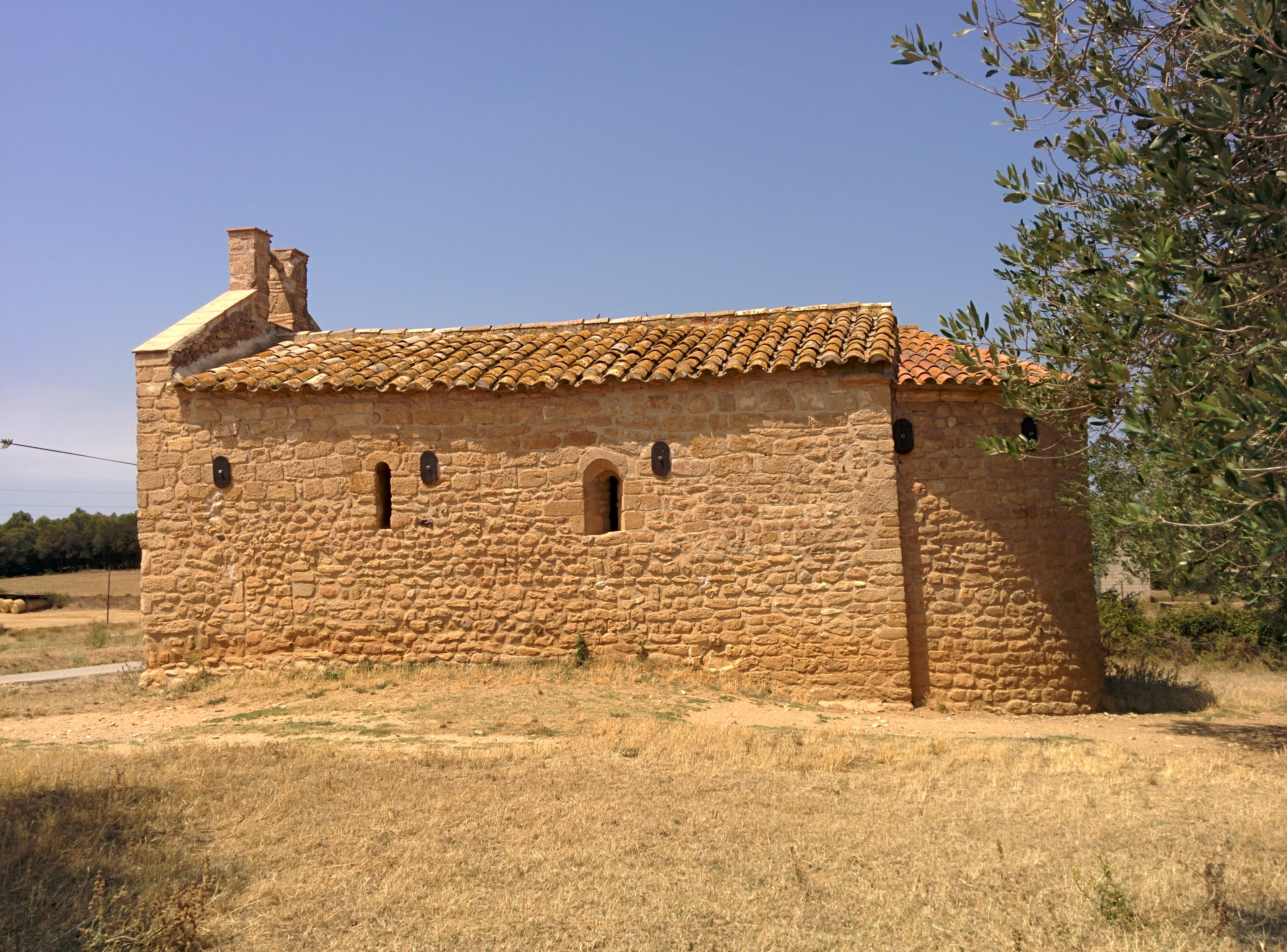
En el mur sud, encara es poden veure dues finestres de mig punt i doble esqueixada i les marques d'una antiga porta(2015)

Edifici d'una sola nau, cobert amb volta de canó i capçada a llevant per un absis semicircular més estret que s'obre a través d'un arc parcialment refet amb obra de ceràmica. La volta absidal arrenca d'un senzilla motllura, mentre que la de la nau és llisa i totalment encalcinada, com els murs. A l'absis hi ha una finestra centrada de doble esqueixada i una altra d'una sola esqueixada que semblen originals. Al mur de ponent s'obre La porta rectangular amb llinda i un arc de descàrrega de mig punt extradossat per un guardapols molt acusat, damunt del qual hi ha un ull de bou i un campanar d'espadanya d'un sol forat que, com l'ull de bou correspon a una reforma; són els únics elements tardans de l'edifici. L'aparell és de carreus petits sense escairar, disposats formant filades més o menys regulars. A les cantonades hi ha pedres més grans, que també es troben a la paret de ponent, al voltant de l'ull de bou, formant les finestres i a la part alta del mur. Sembla que l'edifici pot correspondre a dues etapes constructivies d'època medieval. Per les seves formes constructives, l'església de Sant Martí de la Móra pot considerar-se una obra rural bastida dins el segle xii, seguint tecnologies arcaiques, i reformada o potser acabada dins el mateix segle amb parament molt més elaborat.

### Relleus esculpits
Són a la cornisa a l'interior de l'absis. A la part central hi ha un personatge ajagut d'uns 15 cm de llarg. A la banda meridional de la cornisa hi ha un relleu molt més petit, escantonat. No es pot saber que podia representar. La datació d'aquests detalls d'escultura tan rústica se situaria a la mateixa època de l'absis, primera meitat del segle xii. Sens dubte, de la mà d'un artífex popular.